# 민족미술인협회
민족미술인협회는 민족문화와 민족미술의 발전을 지향하는 미술인들의 상호연대와 공동실천을 통하여 한국예술문화의 정체성을 확립하고, 민족문화 발전에 이바지하기 위하여 2001년 4월 30일 설립된 대한민국 문화체육관광부 소관의 사단법인이다. 사무실은 서울시 양천구 목동동로 293 41타워 1501호에 있다.

## 주요 사업
- 미술창작의 활성화 사업
- 미술교육의 전문화 및 보편화 사업
- 한국미술문화의 정체성 탐구 및조사연구사업
- 미술문화의 정책연구 및 제도화사업
- 미술문화의 국제교류사업